# NGC 2104
NGC 2104 is een balkspiraalstelsel in het sterrenbeeld Schilder. Het hemelobject werd op 27 december 1834 ontdekt door de Britse astronoom John Herschel.

## Synoniemen
- ESO 205-2
- AM 0545-513
- IRAS05459-5133
- PGC 17822